# Амуар
Амуа́р (фр. Hamoir, валлон. Hamwer / Hamwér) — коммуна в Валлонии, расположенная в провинции Льеж, округ Юи. Принадлежит Французскому языковому сообществу Бельгии. На площади 27,80 км² проживают 3592 человека (плотность населения — 129 чел./км²), из которых 48,39 % — мужчины и 51,61 % — женщины. Средний годовой доход на душу населения в 2003 году составлял 11 427 евро.
Почтовые коды: 4180, 4181. Телефонный код: 086.